# بوستون سلتیکس
بوستون سلتیکس (به انگلیسی: Boston Celtics) یکی از تیم‌های اتحادیه ملی بسکتبال آمریکا است و مقر آن در بوستون ایالت ماساچوست قرار دارد. این تیم با کسب ۱۸ مقام قهرمانی پر افتخارترین تیم ان بی ای می‌باشد.
این تیم در منطقه آتلانتیک کنفرانس شرق NBA قرار دارد و در سال ۱۹۴۶ تأسیس شده است. بازی‌های خانگی تیم بسکتبال بوستون سلتیکس در تی دی گاردن (TD Garden) برگزار می‌شود که تیم هاکی Boston Bruins نیز از آن استفاده می‌کند. در فاصله سال‌های ۱۹۵۷ تا ۶۹ و در عرض ۱۳ سال، بوستون موفق به کسب ۱۱ قهرمانی شد که هشت قهرمانی آن از سال ۵۹ تا ۶۶ به صورت متوالی به دست آمد. این تعداد قهرمانی پشت سر هم در میان تیم‌های حرفه‌ای ورزشی آمریکای شمالی رکورد محسوب می‌شود. باشگاه سلتیکس در اواخر دهه پنجاه و اواسط دهه ۸۰ میلادی، با حضور بازیکنانی مانند لری برد، باب کازی، جان هاولیچک، لری برد و مربی افسانه‌ای رد آورباخ بر لیگ حکمرانی می‌کرد. رد در طول حضورش در سلتیکس رکورد ۷۹۵ برد و ۳۹۷ باخت را به جا گذاشت و موفق به کسب ۱۶ قهرمانی با این تیم شد. قبل از بازنشستگی لری برد، رابرت پریش و کوین مک هیل ملقب به "Big Three"، اورباخ مربی سلتیکس،Len Bias را در درفت جذب کرد اما این بازیکن دو روز پس از درفت شدن توسط سلتیکس، درگذشت. بعدها تراژدی دیگری برای بوستون به وقوع پیوست و ستاره این تیم رجی لوییس، در اثر یک حمله قلبی درگذشت.
سلتیکس در فصل ۲۰۰۷–۰۸ و با پیوستن کوین گارنت و ری آلن به پاول پیرس، بار دیگر قدرت گرفت. با رهبری این سه بازیکن بوستون هفدهمین قهرمانی خود را در سال ۲۰۰۸ به دست آورد و در سال ۲۰۱۰ نیز قهرمان کنفرانس شد.
تیم‌های بوستون سلتیکس و لس آنجلس لیکرز تا به حال ۱۲ بار در فینال NBA با هم روبرو شده‌اند که آخرین رویارویی این تیم‌ها در سال ۲۰۱۰ بود. بوستون تا به حال ۹ پیروزی مقابل حریفش در فینال کسب کرده است. بوستون در سال ۲۰۱۰ و با ظهور ستاره‌ای به نام راژان راندو در پست گارد راس، بار دیگر قدرت گرفت. چهار بازیکن بوستون یعنی باب کازی، بیل راسل، دیو کونز و لری برد در مجموع ۱۰ بار برنده جایزه MVP ان‌بی‌ای شده‌اند که در NBA یک رکورد محسوب می‌شود.

## بازیکنان

### سابق
از اسطوره‌های این تیم می‌توان دنیس جانسون، کوین گارنت، پال پیرس، ریجان راندو، ریک کارلایل، لری برد و بیل راسل را نام برد.

## نگارخانه

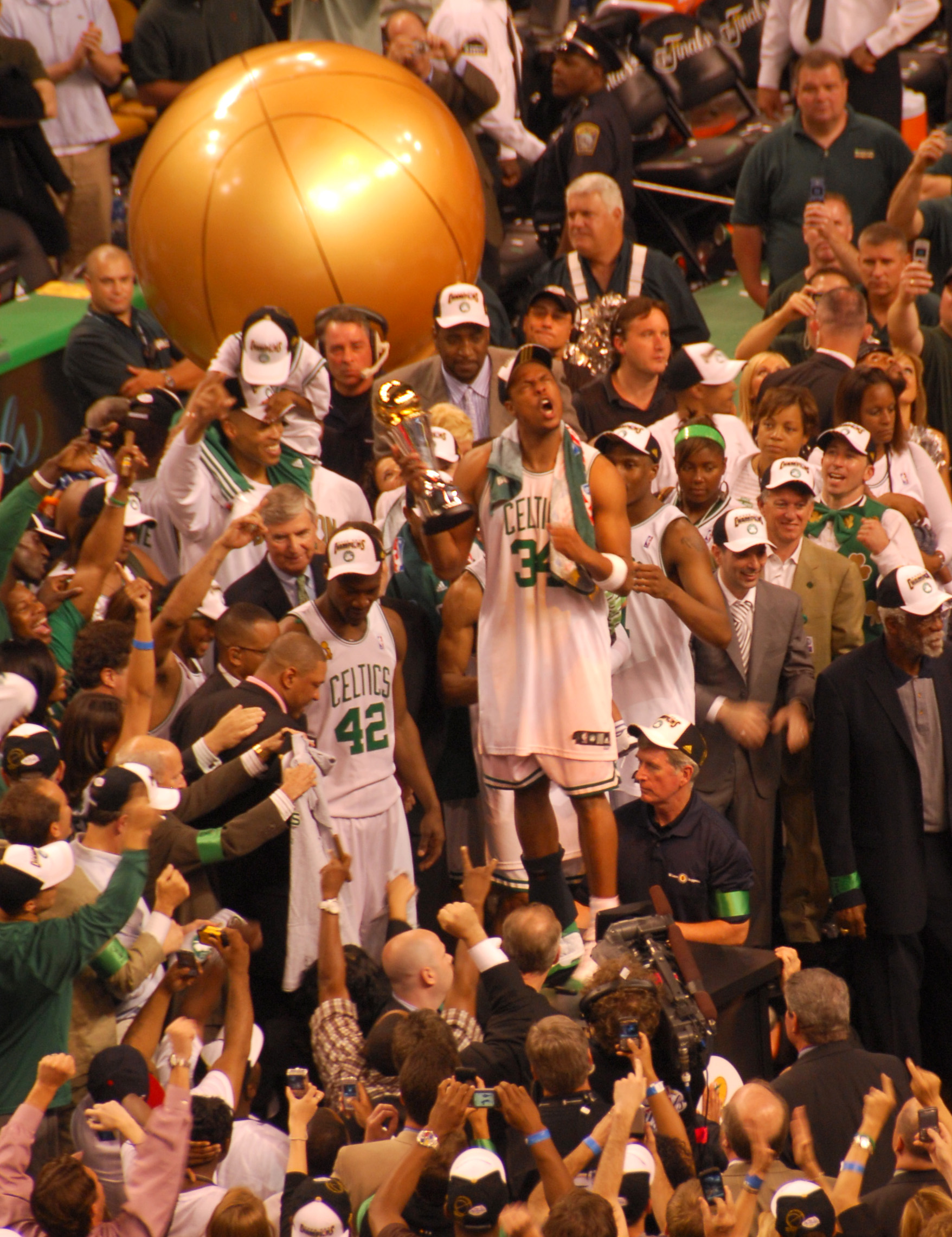
پس از قهرمانی فصل ۲۰۰۸ لیگ ان بی ای
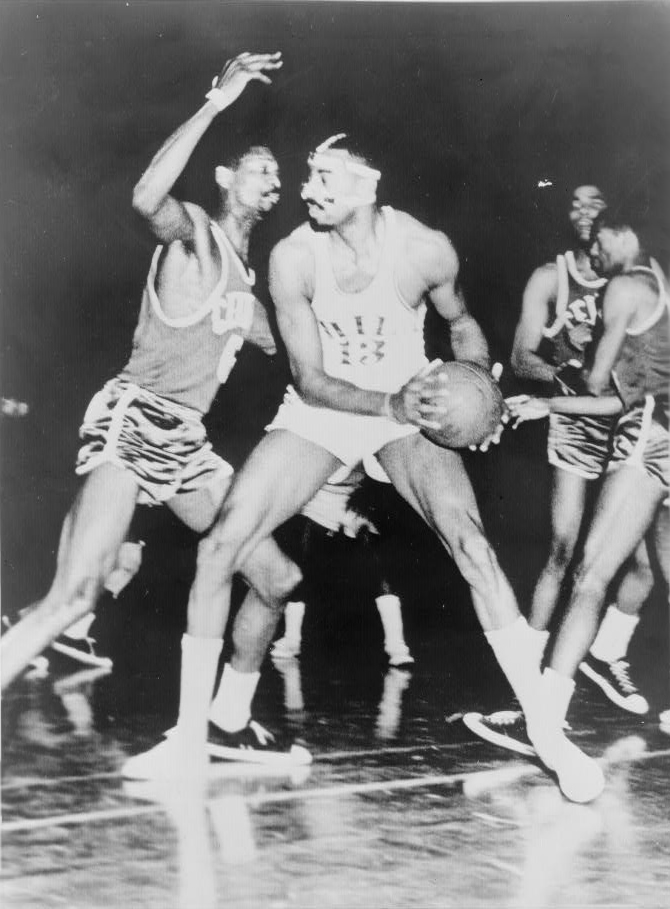
ویلت چمبرلین، بازیکن اسطوره‌ای این ورزش
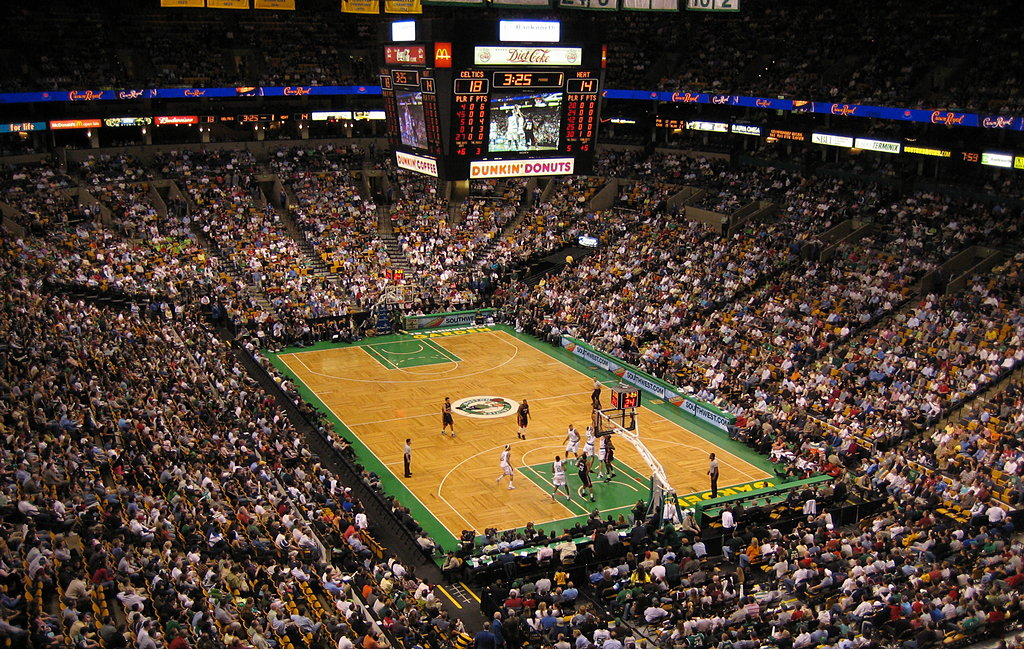
نما داخلی تی دی گاردن ورزشگاه خانگی تیم بوستون سلتیکس

## طرفداران
در میان مشاهیر، مت دیمون از طرفداران بزرگ این تیم محسوب می‌گردد.

## وبگاه رسمی
- Boston Celtics